# Huta Rao
Huta Rao is een bestuurslaag in het regentschap Asahan van de provincie Noord-Sumatra, Indonesië. Huta Rao telt 2206 inwoners (volkstelling 2010).